# Majs
Majs (németül: Maisch; szerbül: Мајиш / Majiš) község Baranya vármegyében, a Mohácsi járásban.

## Fekvése
A vármegye délkeleti részén, közvetlenül az országhatár mellett helyezkedik el, Mohácstól mintegy 13 kilométerre délnyugatra.
A szomszéd települések: észak felől Nagynyárád, északkelet felől Sátorhely, kelet felől Udvar, dél felől Bezedek, délnyugat felől Lippó, nyugat felől pedig Töttös. Délkeleten a község határszéle egybeesik az országhatárral, ott valószínűleg a horvátországi Dályokkal (Duboševica) vagy Főherceglakkal (Kneževo) határos.

### Megközelítése
Mohács és Villány felől is az 5702-es úton közelíthető meg; Nagynyáráddal az 5703-as út köti össze. Határszélét délnyugaton érinti még az 5704-es út is.

## Története
Majs (Majsa, Egyházas-, Kis-, Nagy-) nevét az oklevelek a pécsi püspök levéltára szerint 1235-ben említették először Moysa írásmóddal.
A település a 13. század végén a Héder nemzetség birtoka volt. 1285 előtt Henrik fia Miklós nádor [Buzád nemzetségbeli] Ponit fia Jakabnak adta. 1310 és 1312 között  Henrik bán fiai, János és Péter átadták rokonuknak, Bán fia Miklósnak tartozékaival együtt, azonban Károly Róbert király ezt Becsei Töttös-nek adta, aki ezt 1338-ban Nagymajsa néven birtokolta. Ettől délre feküdt Kismajsa, a nemesek faluja. 1327-ben e nemesek közül került ki Majsai Jakab, aki a baranyai ispán megbízottja volt.
1335-ben papja 5 garas pápai tizedet fizetett.

## Idegen elnevezései
A település szerb neve Мајиш, a német Maisch. Horvátul két alak ismert: a belvárdgyulai illetve lánycsóki horvátok által használt Majša, illetve a töttösi horvátok által használt Majiš.

## Közélete

### Polgármesterei
- 1990–1994: Vida Zsigmond (MDF)[4]
- 1994–1998: Dr. Herger László (Majsi Kulturális Egyesület)[5]
- 1998–2002: Dr. Herger László (független német kisebbségi)[6]
- 2002–2005: Újvári Gábor (független)[7]
- 2005–2006: Dr. Schwalm Mária (független)[8]
- 2006–2010: Lajosné Pólya Krisztina (független)[9]
- 2010–2014: Lajosné Pólya Krisztina (független)[10]
- 2014–2015: Pólya Krisztina (független)[11]
- 2016–2019: Pólya Krisztina (független)[12]
- 2019–2024: Pólya Krisztina (független)[13]
- 2024– : Vicsik Szabolcs (független)[1]

A településen 2005. november 6-án időközi polgármester-választást tartottak, az előző polgármester lemondása miatt.
2016. február 21-én ismét időközi polgármester-választásra (és képviselő-testületi választásra) került sor Majson, az előző képviselő-testület önfeloszlatása miatt. A választáson az addigi polgármester és két kihívója indult el – mindannyian független jelöltként –, de egyikük a választás napja előtt visszalépett, másikuk pedig 7 szavazattal alulmaradt a posztját így megőrző településvezetővel szemben.

## Népesség
A település népességének változása:
| Lakosok száma | 963  | 955  | 952  | 873  | 880  | 845  | 865  | 844  |
|               | 2013 | 2014 | 2015 | 2019 | 2021 | 2022 | 2023 | 2024 |

A 2011-es népszámlálás során a lakosok 85,4%-a magyarnak, 2% cigánynak, 2,7% horvátnak, 14,1% németnek, 1,5% szerbnek, 0,2% szlováknak mondta magát (14,3% nem nyilatkozott; a kettős identitások miatt a végösszeg nagyobb lehet 100%-nál). A vallási megoszlás a következő volt: római katolikus 54,9%, református 4,1%, evangélikus 0,3%, görögkatolikus 0,2%, felekezeten kívüli 9,4% (29,9% nem nyilatkozott).
2022-ben a lakosság 88%-a vallotta magát magyarnak, 6,9% németnek, 0,7% cigánynak, 0,2% horvátnak, 0,2% szerbnek, 0,7% egyéb, nem hazai nemzetiségűnek (11,5% nem nyilatkozott; a kettős identitások miatt a végösszeg nagyobb lehet 100%-nál). Vallásuk szerint 43,9% volt római katolikus, 4,5% református, 0,5% evangélikus, 0,1% görög katolikus, 0,1% ortodox, 0,8% egyéb keresztény, 1,2% egyéb katolikus, 12,5% felekezeten kívüli (36,3% nem válaszolt).

## Nevezetességei
- Szent Paraszkéva szerb ortodox templom

## Híres személyek
- Linder Ernő (1886–1954) újságíró